# فریاد شیری
فریاد شیری شاعر، داستان‌نویس و مترجم زادهٔ ۱۳۵۰ صحنه است. وی به زبان‌های فارسی و کردی شعر می‌سراید و از برگزیدگان و دریافت کنندگان جایزه شعر کارنامه بوده‌است. در زمینه ادبیات کودک و نوجوان فعالیت داشته و ترجمه‌هایی از کردی به فارسی انجام داده‌است که از جملهٔ آنها ترجمه آثار شاعران معاصر کرد مانند شیرکو بیکس، لطیف هلمت و فرهاد پیربال است. اشعار فریاد شیری برنده چندین جایزه متعدد شده‌اند، همچنین مجموعه شعری از وی با نام «آغوش من پر از سفر است» در سومین دوره جایزه شعر امروز ایران (کارنامه) برگزیده و مورد تقدیر قرار گرفته‌است.

## آثار
- کلاغها زبان گنجشک را نمی‌فهمند (شعر) چاپ اول نشر پاسارگاد۱۳۷۶ چاپ دوم وسوم،نشر داستان۱۳۸۸و ۱۳۹چاپ چهارم نشر ثالث 1394
- پاسپورت لبخند و آرزو (ترجمه شعر معاصر کردی) نشر مینا ۱۳۸۰
- آغوش من از سفر پر است (شعر) چاپ اول نشر نیم نگاه،۱۳۸۱ چاپ دوم و سوم نشر داستان ۱۳۸۸و ۱۳۹۰ چاپ چهارم نشر ثالث1394
- آدمهای سیاه، آدمهای سفید (داستان کودکان و نوجوانان) نشر نگیما، ۱۳۸۱
- شیته گورانیه کانی باران (شعر کردی) چاپ اول ۱۳۸۲/چاپ دوم ۱۳۸۳ نشر شولا
- ماه مهمان چشمان تو بود- کلماطرح (شعرهای کوتاه) چاپ اول نشر سفیر علم /۱۳۸۲چاپ دوم نشر مروارید ۱۳۸۸
- داستان نقطه سرراهی (داستان کودکان و نوجوانان) چاپ اول نشر نگیما، ۱۳۸۳/ چاپ دوم نشر پیدایش ۱۳۹۰
- امضای تازه می‌خواهد این نام (شعر)، چاپ اول ۱۳۸۳چاپ دوم ۱۳۸۴، نشر نگیما/ چاپ سوم و چهارم نشر داستان، ۱۳۸۸و۱۳۹۰
- عاشقانه‌های سرزمین بلوط (ترجمه عاشقانه‌های شعر معاصر کردستان ایران) چاپ اول ۱۳۸۴؛ چاپ دوم ۱۳۸۷، نشر مشکی
- زنی آهسته گفت عشق (ترجمه عاشقانه‌های شعر معاصر کردستان عراق)، نشر مرکز، ۱۳۸۶
- ما در عکس زیر باران گم شده بودیم (داستان- عکس)، نشر نگیما، ۱۳۸۵
- مانیفست یک نفره پناهنده شماره ۳۳۳۳۳ (ترجمه شعرهای فرهاد پیربال)، نشر چشمه، ۱۳۸۶
- صد سیاوچمانه (ترجمه ترانه‌های هورامی همراه با رئوف سعیدیان) نشر مشکی، ۱۳۸۷
- شردر، موش صحرایی کلاس/ جاناتان کب (ترجمه قصه‌های دبستانی) نشر پیدایش، ۱۳۸۹
- گل طلایی/ راب چایلدر (ترجمه قصه‌های دبستانی) نشر پیدایش، ۱۳۸۹
- مراقب گربه باش/ پاول می (ترجمه قصه‌های دبستانی) نشر پیدایش، ۱۳۸۹
- خدا دلش برای کی تنگ میشه؟ (شعر سپید برای نوجوانان) نشر پیدایش. ، ۱۳۹۰
- آلبوم یادگاری (داستان نوجوانان) نشر پیدایش. ،۱۳۹۰
- و تن‌فروشی نیست (مجموعه شعر) نشر نگاه. ،۱۳۹۰چاپ دوم۱۳۹۲
- له مانگ ته نیاترم/تنهاترم از ماه/ (شعرهای کردی همراه با ترجمه)، نشر داستان،۱۳۹۰
- عاشق شدن در ساعت 25 (گزیده شعرهای عاشقانه شیرکو بی کس) نشر سرزمین اهورایی،1393
- همه ی همسران اجنه شیخ محمود( رمانی از لطیف هلمت)نشر کتاب کوله پشتی 1395

## جوایز ادبی
- رتبه اول دومین دوره جشنواره داستان نویسان غرب کشورـ بانه ۱۳۷۸
- رتبه اول جشنواره شعر و داستان جوان کشور- بندر عباس ۱۳۷۹
- برنده جایزه شعر امروز ایران ـ کارنامه ۱۳۸۱ برای کتاب "آغوش من از سفر پر است"
- برگزیده جشنواره دوسالانه ادبیات کودک و نوجوان کانون پرورش فکری ۱۳۹۱ برای کتاب " داستان نقطه سرراهی"
- برگزیده هشتمین دوره جایزه شعر خبرنگاران 1393 برای کتاب" وتن فروشی نیست"